# فتوش
فتوش هي أحد أنواع السلطات التي تشتهر فيها بلاد الشام، خاصة لبنان ، و‌سورية، و‌فلسطين، حيث كانت تسمى في فلسطين قديما بال«أبو مليح»  وكانت تصنع في فلسطين إما بالخبز الجاف أو بالخبز المحمص، لكنها بدأت تشهد رواجاً في بلدان عربية أخرى. يتكون طبق الفتوش من قطع كبيرة نسبياً من الخيار والطماطم ومجموعة من الخضار وقطع محمصة أو مقلية من الخبز وأحياناً يعصر الليمون عليها أو يوضع زيت زيتون والسماق؛ لإعطائها نكهة خاصة.

## التحضير
تقطع الخضار إلى قطع متوسطة إلى كبيرة الحجم، وعادة ما تكون الخضار البندورة، الخيار، البقلة ،البصل، النعنع، الفجل.
نقوم بعد التقطيع بعملية قلي أو تحميص الخبز المقطع مسبقاً على شكل مربعات، ونضيفه إلى خليط الخضار، ونضيف بعد ذلك المكون السحري للفتوش( السماق)، ودبس الرمان، والملح، وعصير الليمون الحامض.

## المعلومات الغذائية
تحتوي كل وجبة من الفتوش (200غ تقريباً) على المعلومات الغذائية التالية:
- السعرات الحرارية: 157
- الدهون: 14
- الدهون المشبعة: 2
- الكوليسترول: 0
- الكاربوهيدرات: 8
- البروتينات: 2

## معرض صور

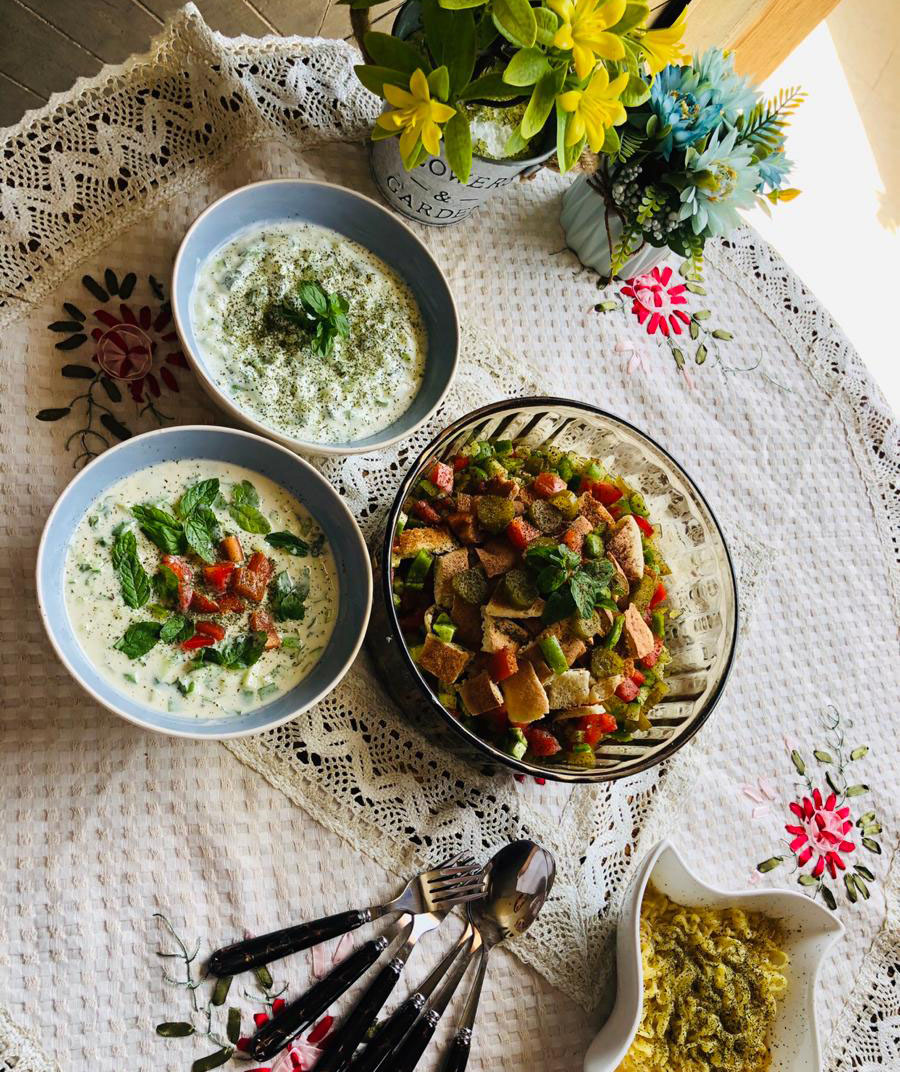
طبق فتوش فلسطيني
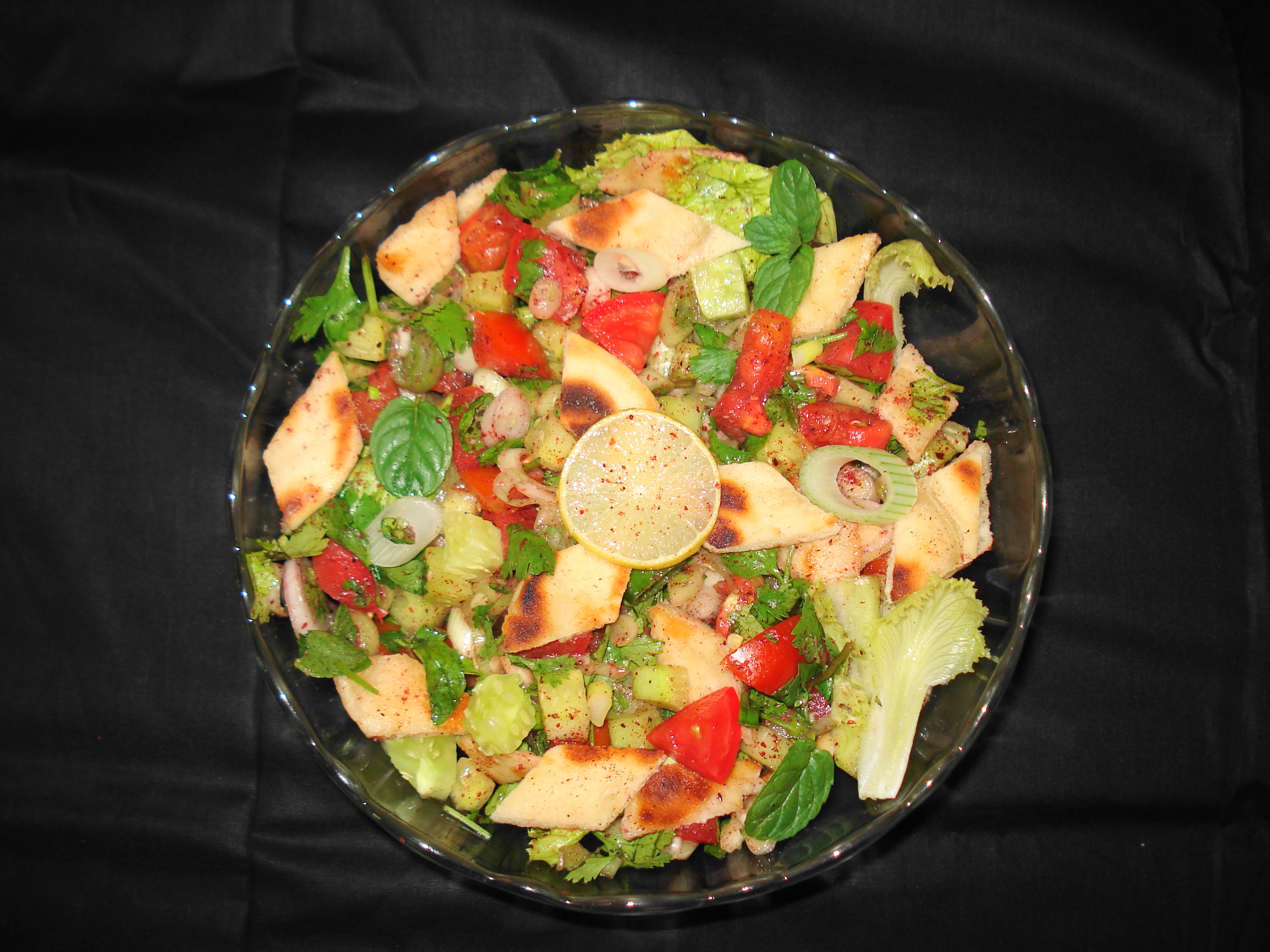
صحن فتوش لبناني مكون من الخبز العربي والخضراوات
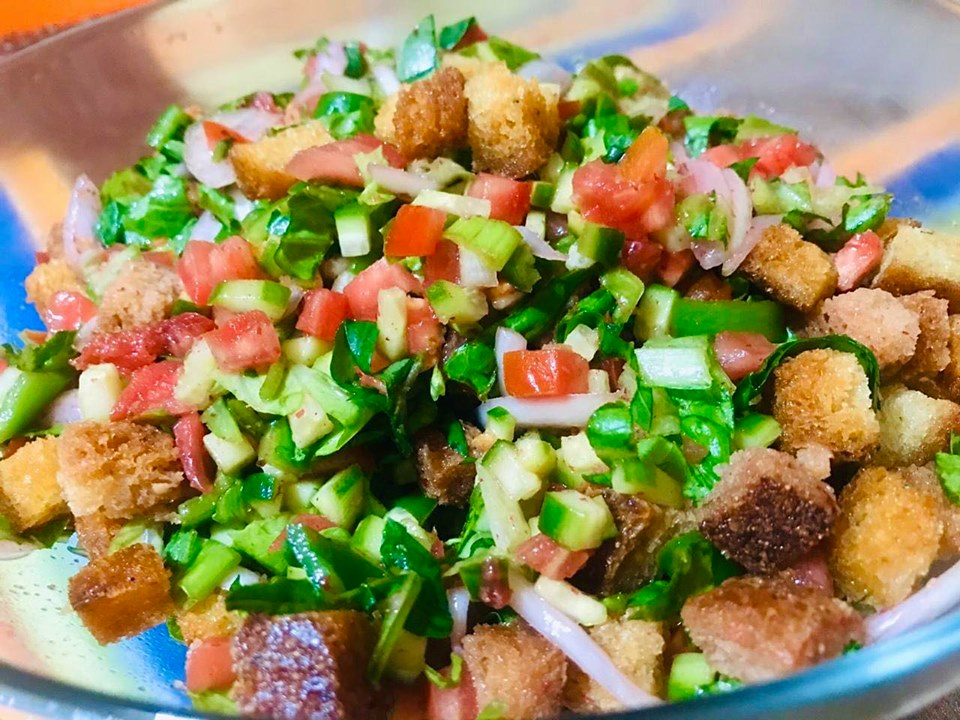
فتوش مصنوع من خبز التوست المحمص بدلا من الخبز العربي
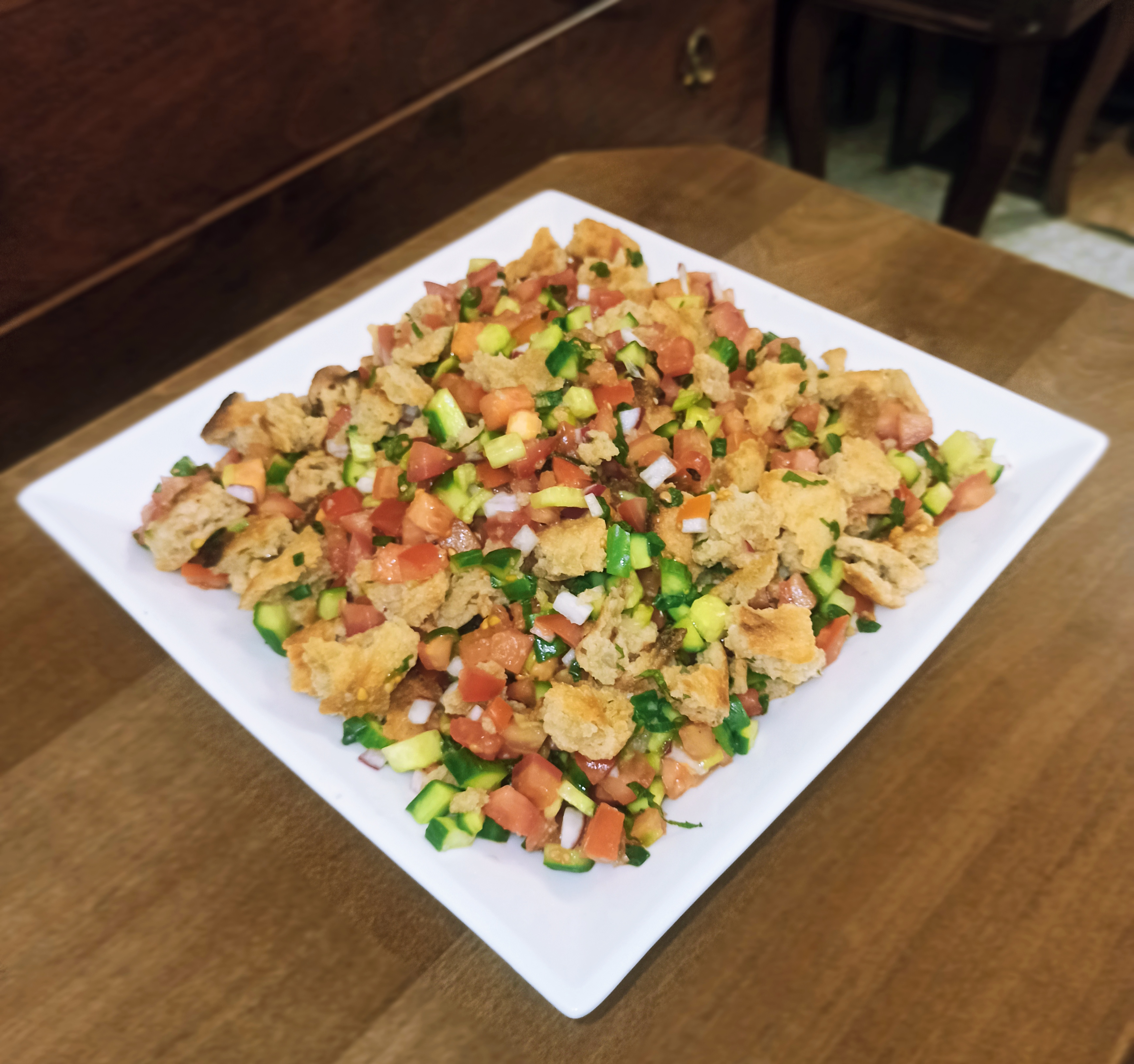
طبق الفتوش الفلسطيني بالخبز العربي المحمّص